# Sulús
Sulús (en rus: Сулус) és un poble de l'óblast de l'Amur, a Rússia, que el 2018 tenia 31 habitants, pertany al districte de Magdagatxi.